# Les Albums de la Jeunesse
Albums de Gilles Servat
A-raok mont kuit
(1994) Sur les quais de Dublin
(1996)
Les Albums de la Jeunesse est le quinzième album studio de Gilles Servat, paru en 1994 chez Keltia Musique.
Contrairement à ce pourrait laisser comprendre le titre de cet album, ce n’est pas une compilation. Les chansons ont été réenregistrées, des paroles d’Heure De Grâce ont été modifiées et La Forêt Sur La Rade est une chanson écrite à l’occasion du grand rassemblement de Voiles Traditionnelles « Brest 1992 ».

## Titres de l'album
1. La Blanche Hermine (Gilles Servat) - 4:48
2. Kalondour (Gilles Servat) - 4:04
3. Je dors en Bretagne ce soir (Gilles Servat) - 4:13
4. Madame La Colline (Gilles Servat) - 6:56
5. Me Zo Ganet (Yann-Ber Kalloc'h / Jef Le Penven)  - 3:30
6. Heure de grâce (Gilles Servat) - 4:27
7. L'Hirondelle (Gilles Servat) - 3:01
8. L'Île de Groix (Michelle Le Poder / Gilles Servat)  - 4:01
9. Les Colonies (Gilles Servat) - 3:29
10. La Forêt sur la rade (Gilles Servat)   - 1:57
11. Retrouver Groix (Gilles Servat)  - 6:39
12. Je vous emporte dans mon cœur (Gilles Servat)  - 5:01

## Musiciens
- Patrick Audouin, guitare électrique, piano, orgue
- Jacky Thomas, guitare basse
- David Rusaouen, batterie
- Bernard Quilien, tin whistle, low whistle, bombardes
- Alain Trévarin, accordéon chromatique
- Kevin Wright, guitare acoustique et électrique
- Alain Riou, batterie écossaise
- Pol Queffélant, harpe nylon
- Hervé Queffélant, harpe métal, tin whistle, chant
- Dan Ar Braz, guitare
- Christian Desnos, accordéon diatonique
- Les Goristes (Jacky Bouilliol, Henry Girou, David Rusaouen, Patrick Audouin, Yvon Étienne), chant

## Enregistrement
- Prise de son, mixage, direction artistique et arrangements : Patrick Audouin
- Arrangements Me Zo Ganet : Dan Ar Braz
- Enregistrement : studio Amadeus, Brest en mai 1992

Cet enregistrement a reçu le soutien de la Société civile pour l'administration des droits des artistes et musiciens interprètes (ADAMI).